# پدر خونین
پدرِ خونین (انگلیسی: Bloody Daddy) یک فیلم اکشن-مهیج هندی به کارگردانی علی عباس ظفر و تهیه‌کنندگی استودیو جیو است که شاهد کاپور، سانجای کاپور و دیانا پنتی، نقش‌های اصلی را بازی می‌کنند. این فیلم، بازسازی از فیلم فرانسوی شب بی‌خواب محصول سال ۲۰۱۱ است، که در ۹ ژوئن ۲۰۲۳ در جیوسینما منتشر خواهد شد.

## بازیگران
- شاهد کاپور
- سانجای کاپور
- دیانا پنتی
- رونیت روی
- راجیو خاندلوال[۴]
- آنکور بهاتیا[۵]
- ویوان بهاتنا
- زیشان کوادری
- موکش بهات
- سرتاج کاکر
- امی ائله در نقش عایشه[۶]

## پخش
این فیلم قرار است به‌صورت دیجیتالی در ۹ ژوئن ۲۰۲۳ در جیوسینما اکران شود.[۶]